# Good Morning America
Good Morning America (GMA abreviado en inglés) es un programa matutino de noticias y entrevistas emitido todas las mañanas en la cadena ABC desde 1975. Tiene una duración aproximada de dos horas por día y, en el año 2004, se estrenó por primera vez una versión de fin de semana con una duración de una hora.
El programa cuenta con sección de noticias, entrevistas, el tiempo e historias de interés especial. El espacio se produce por la división ABC News y se emite desde los Times Square Studios en Times Square, en la Ciudad de Nueva York.
Desde 2009, el programa es presentado por Robin Roberts y George Stephanopoulous. Charles Gibson, copresentador veterano del programa, lo dejó el 28 de junio de 2006 para convertirse en el presentador de ABC World News. Diane Sawyer dejó el programa el 11 de diciembre de 2009 para copresentar el programa después del retiro de Gibson.
Ha obtenido el segundo puesto en términos de audiencia de los programas matutinos, solo debajo de Today de NBC, desde 1995, pero superó por un período de tiempo a finales de los años 1980 y a principios de los años 1990, cuando Gibson y Joan Lunden sirvieron como los copresentadores. GMA ganó los tres primeros Premios Daytime Emmy en la categoría de Mejor Programa Matutino, compartiendo el premio inaugural con "Today" en 2007 y ganando los premios de 2008 y 2009.

## Historia

### Primera era (1975-1989)
En un esfuerzo para competir con "Today" en la cadena NBC, ABC estrenó su primer programa matutino, AM América, el 6 de enero de 1975. Cuando el programa, presentado por Bill Beutel y Stephanie Edwards, falló en su intento para competir contra "Today" (que en ese momento era presentado por Jim Hartz y Barbara Walters), ABC reconoció el éxito de un programa matutino local, llamado "The Morning Exchange" y emitido por uno de sus propios afiliados, WEWS en Cleveland, Ohio. La cadena utilizó un episodio de ese programa como el episodio piloto para un formato destinado a reemplazar "AM America", y el 3 de noviembre de 1975, el formato fue lanzado con el título "Good Morning America". El espacio era originalmente copresentada por David Hartman y Nancy Dessault, con John Coleman (posteriormente el cofundador de The Weather Channel) como el presentador del tiempo.
Las calificaciones del programa subieron de forma lenta pero, constante a lo largo de las décadas de 1970 y 1980, mientras Today experimentó un cambio leve en su audiencia, especialmente porque Walters decidió dejar la NBC para trabajar en el ABC. En 1980, Sandy Hill, la segunda copresentadora del programa (quien sucedió Dessault en 1977) salió de GMA y fue reemplazada por Joan Lunden, quien entonces era una reportera para WABC-TV, la estación principal de ABC en Nueva York. En febrero de 1987, Hartman se retiró del programa después de presentar 3,189 programas, y fue reemplazado por Charles Gibson, entonces el presentador de World News This Morning. Cuando Gibson y Lunden estaban copresentando, las calificaciones de GMA dispararon, y por primera vez, el programa superó regularmente a Today en las audiencias. Durante este período, las previsiones del tiempo eran presentadas por Spencer Christian, quien anteriormente sustituyó en varias ocasiones a John Coleman y su sucesor Dave Murray.

### Segunda era (1990-1998)
Good Morning America entró en la década de 1990 con un éxito abrumador, y la pareja de Gibson y Lunden era difícil de superar. Sin embargo, a finales de 1995, GMA perdió el liderazgo. El 5 de septiembre de 1997, Lunden decidió ceder su puesto para convertirse en la presentadora del programa de horario central Behind Closed Doors, y después de diecisiete años, fue reemplazada en GMA por Lisa McRee. En 1998, Gibson también dejó del programa, y fue reemplazado por Kevin Newman. Con  Gibson y Lunden retirados del programa, los espectadores veteranos cambiaron a Today, cuyas audiencias se habían disparado durante ese período (el programa había mantenido el primer lugar desde la semana del 11 de diciembre de 1995).

### Tercera era (1999-2006)
Para revivir GMA, que en enero de 1999 brevemente cayó al tercer lugar entre los programas matutinos, los administradores de ABC News eligieron Shelley Ross del campo de candidatos para productor ejecutivo. Como parte de los cambios propuestos, Ross se introdujo en el equipo de Diane Sawyer y Charles Gibson el 18 de enero de 1999. Durante su primera temporada completa, ese equipo obtuvo un aumento dramático en audiencias, mientras que todas las otras franquicias de noticias vieron pérdidas. Bajo la tutela de Ross, GMA se convirtió en una fábrica de noticias competitiva con importantes exclusivas,  y estrenó nuevos nuevos gráficos en pantalla que incluía un teletipo de noticias. GMA empezó originar episodios enteros desde lugares únicos que, según la investigación de Nielsen, resultó en un aumento considerable de audiencias. GMA se convirtió en el primer programa en vivo que originó desde un portaaviones durante la guerra (el U.S.S. Enterprise), desde la Casa Blanca (después de la masacre de la Escuela Secundaria de Columbine), desde el Pentágono (para la reapertura del ala dañada en el 11 de septiembre de 2001), desde la Ciudad del Vaticano (para el aniversario 25.º de la coronación del Papa Juan Pablo II) y desde la Torre de Londres (para el aniversario 50.º de la adhesión de la Reina Isabel II al trono del Reino Unido.) La audiencia durante este tiempo aumentó a casi un millón de hogares. Los ingresos también aumentaron. Aunque Today continuó siendo el rey de la televisión matutina, el equipo de Sawyer, Gibson y Ross avanzó cerca. Antonio Mora fue un presentador hasta el 18 de marzo de 2002, cuando decidió trabajar para WBBM-TV en Chicago, y fue reemplazado por Robin Roberts, una presentadora anterior para ESPN.
El 2 de diciembre de 2005, Tony Perkins renunció al cargo de presentación del tiempo, después de ser la personalidad del tiempo desde 1999; su reemplazo era Mike Barz, un presentador anterior de deportes para WGN-TV en Chicago. El 28 de junio de 2006, Gibson también dejó GMA después de diecinueve años, para convertirse en el presentador de ABC World News.

### Cuarta era (2006-2009)
Existió especulaciones que Sawyer dejaría GMA cuando su contrato expiró en 2007, porque estaba codiciando el trabajo en ABC World News que ha sido otorgado a Gibson. En agosto de 2006, Chris Cuomo fue nombrado como presentador de noticias. Desde entonces, ha continuado sus tareas de presentación en Primetime de ABC News, mientras permanece como un corresponsal legal de ABC News. Sam Champion fue nombrado como el presentador del tiempo para GMA y un editor del tiempo para ABC News en general. Tanto Cuomo y Champion comenzaron sus respectivas funciones en el programa en septiembre de 2006, cuando GMA instituyó un nuevo paquete de gráficos y una área nueva diseñada especialmente para Cuomo, introdujo un nuevo logotipo con una semejanza al primer logotipo de la serie, y se convirtió en el primer programa matutino que emitió en televisión de alta definición.
El 29 de junio de 2007, Joel Siegel, el crítico de cine de la serie, murió a los 63 años, por complicaciones de cáncer colorrectal. El episodio emitido el 9 de julio del mismo año fue dedicado a Siegel, con miembros anteriores del elenco (tales como Hartman, Hill, Lunden, Newman, Christian, Perkins y Gibson) apareciendo para compartir sus recuerdos.
El 31 de julio de 2007, Roberts anunció que la habían diagnosticado con cáncer de mama, y que había descubierto el bulto en un autoexamen mientras preparó el episodio que rindió homenaje a Siegel. Permaneció como presentadora mientras pasar por la quimioterapia, y completó la radioterapia el 28 de marzo de 2008.

### Quinta era (2009-presente)
El 2 de septiembre de 2009, ABC anunció que Gibson dejaría de ser presentador de ABC World News a finales de 2009, con Sawyer como su sucesora nombrada. Especulaciones estaban circulando sobre quien sería el sucesor de Sawyer. ABC News indicó que quería regresar al formato original de la serie, con presentación de un hombre y una mujer. Muchas fuentes cercanas al programa han declarado que la cadena quería Stephanopoulos para el puesto, pero que Stephanopoulos todavía quería continuar sus deberes en This Week. El 10 de diciembre de 2009, Stephanopoulous fue anunciado como el reemplazo de Sawyer, y Juju Chang como la reemplaza de Cuomo, ambos a partir del 14 de diciembre de 2009.
El 17 de marzo de 2011, Ben Sherwood, el presidente de ABC News, anunció que Lara Spencer, una corresponsal anterior de nivel nacional para GMA, había renunciado al  programa como la presentadora de estilo de vida. El 29 de marzo del mismo año, se anunció que Josh Elliott sería promovido al presentador de noticias tras la salida de Juju Chang.

## Edición para fines de semana
Good Morning America lanzó su primera edición para fines de semana el 3 de enero de 1993. Esta edición se emitió solamente en los domingos hasta el 28 de febrero de 1999, y contó con la presentación de Willow Bay, Aaron Brown, John Hockenberry, Dana King, Lisa McRee, Antonio Mora, Kevin Newman, y Bill Ritter.
ABC sintió la necesidad de tener una edición del programa para fines de semana después de varios incidentes entre 2001 y 2003, incluyendo la tragedia del STS-107 Columbia. Debido a su compromiso a emitir el bloque ABC Kids en las mañanas de sábados, así como los requisitos de E/I encargados por la Comisión Federal de Comunicaciones, ABC News no aprovisionó una cobertura completa; por lo tanto, los filiales locales tuvieron que depender en alimentaciones de CNN y Associated Press Television News.
La versión actual debutó el 4 de septiembre de 2004 con Bill Weir y Kate Snow como sus copresentadores, Ron Claiborne como el presentador de noticias, y Marysol Castro como la presentadora del tiempo. Castro también reporto en una gran variedad de sujetos, incluyendo evoluciones en estilo de vida, noticias de última hora, y entretenimiento. En marzo de 2010, Kate Snow dejó del programa, y varias personalidades femeninas de ABC News la sustituyeron por dos meses, hasta que Bianna Golodryga oficialmente sucedió Snow como la copresentadora. En agosto de 2010, Bill Weir dejó del programa para convertirse en el copresentador de Nightline, y fue sucedido por Dan Harris en octubre del mismo año. Un mes después, Marysol Castro dejó del programa, y su puesto es actualmente asumido por meteorólogos de varios afiliados estadounidenses de la cadena ABC.

## Personal

### Actualmente
Edición para días laborables:

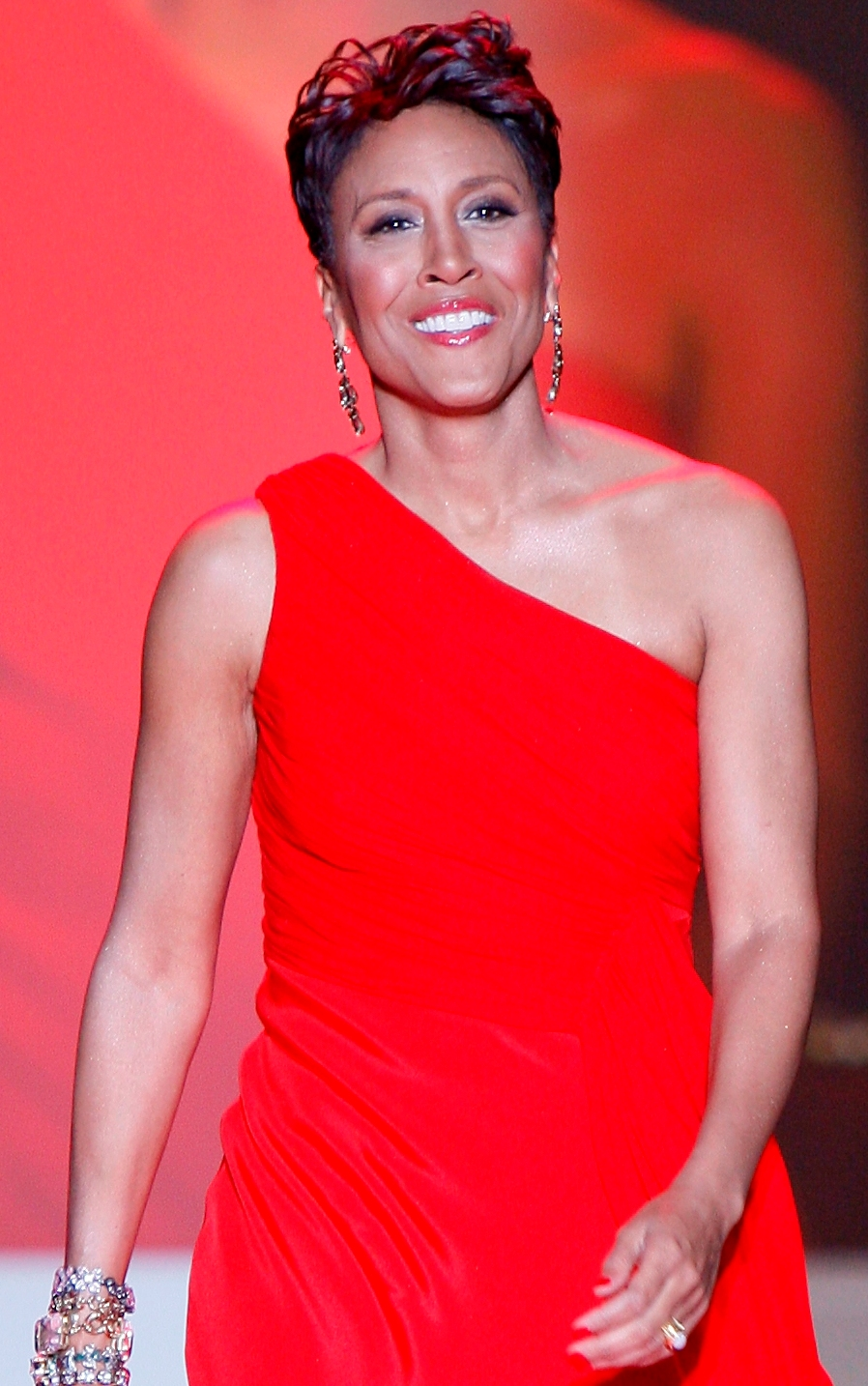
Robin Roberts 2005-presente
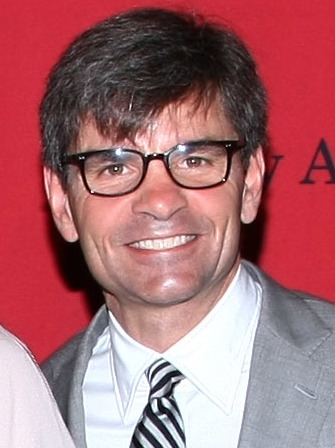
George Stephanopoulos 2009–presente
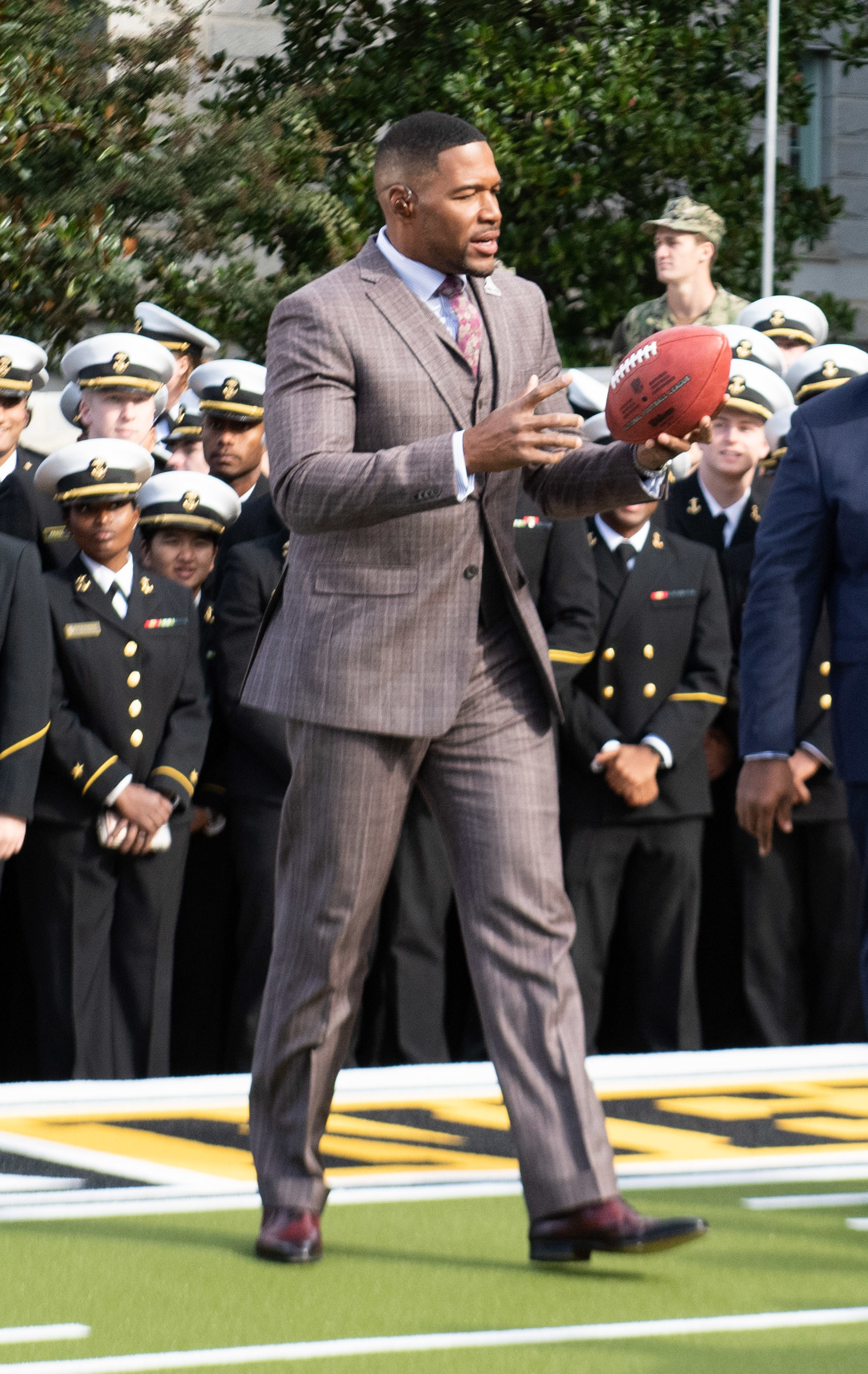
Michael Strahan 2016–presente
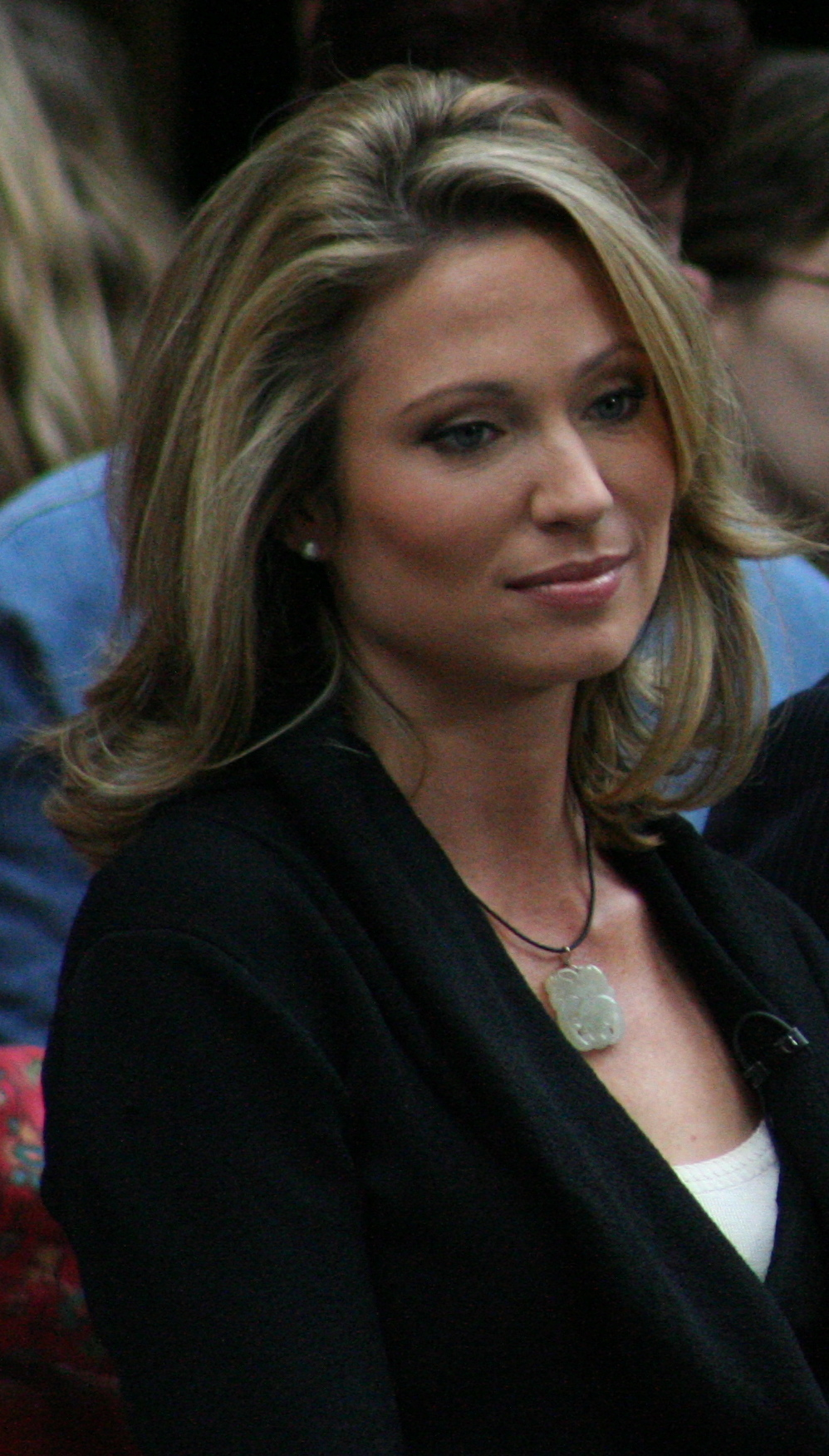
Amy Robach 2014–presente
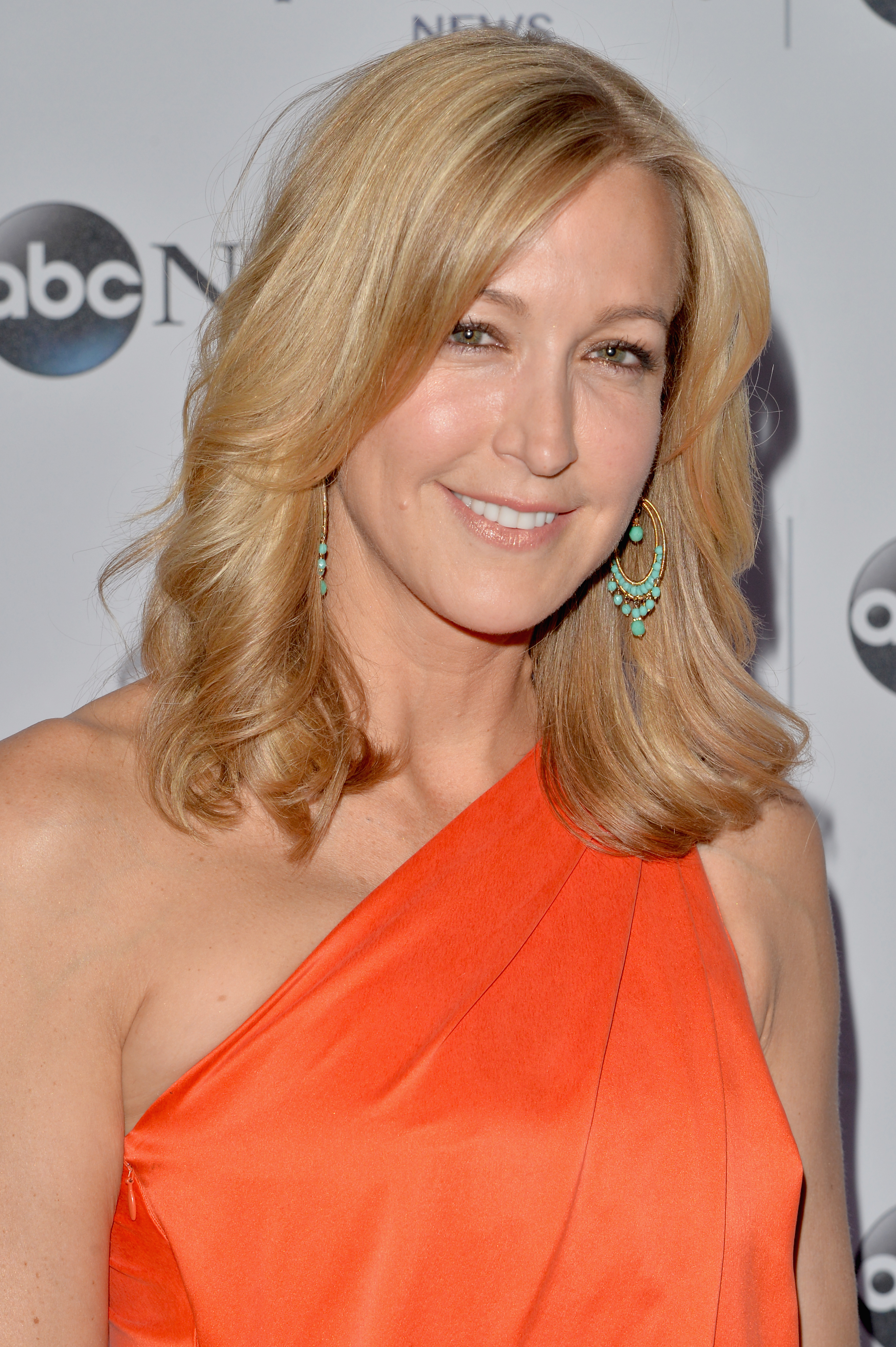
Lara Spencer 2011–presente
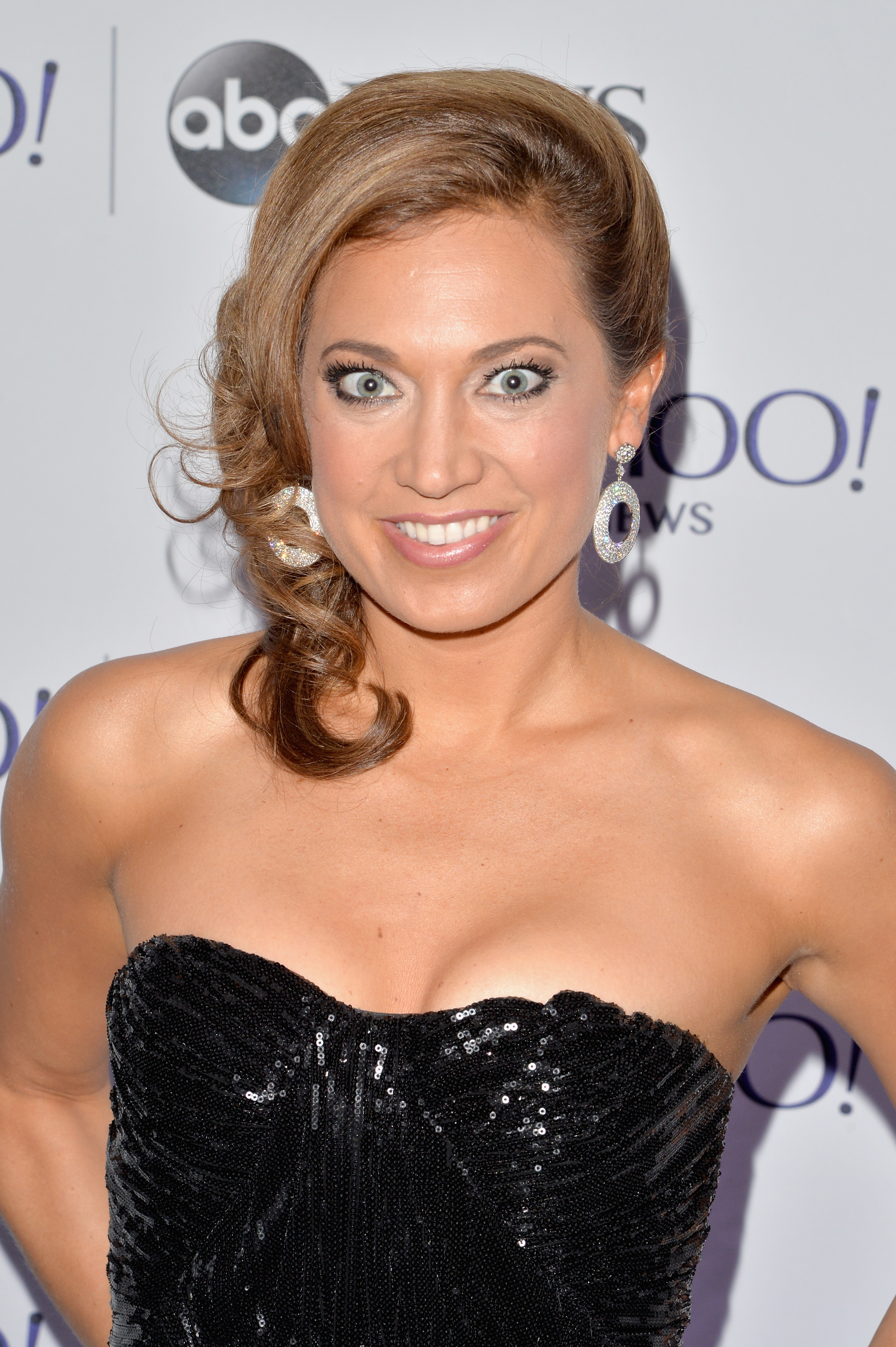
Ginger Zee 2013–presente

Edición para fines de semana:
- Bianna Golodryga, presentadora (2010–presente)
- Dan Harris, presentador (2010–presente)
- Ron Claiborne, presentador de noticias (2004–presente)
- Ginger Zee, presentadora del tiempo (2011–presente)

### Personalidades anteriores

#### Presentadores
Edición entre semana:
- David Hartman (1975–1987)
- Nancy Dussault (1975–1977)
- Sandy Hill (1977–1980)
- Joan Lunden (1980–1997)
- Charles Gibson (1987–1998, 1999–2006)
- Lisa McRee (1997–1999)
- Kevin Newman (1998–1999)
- Elizabeth Vargas (1999)
- Cynthia McFadden (1999)
- Connie Chung (1999)
- Diane Sawyer (1999–2009)

NOTA: Vargas, McFadden, y Chung eran presentadoras interinas en las semanas entre McRee y Sawyer.
Edición para fines de semana:
- Willow Bay (1994-1998)
- Bill Ritter (1993-1994, 1997-1998)
- Lisa McRee (1993-1994)
- Dana King (1993)
- Antonio Mora (1994-1995)
- John Hockenberry (1995-1996)
- Kevin Newman (1996-1997)
- Aaron Brown (1998-1999)
- Bill Weir (2004-2010)
- Kate Snow (2004-2010)

#### Presentadores de noticias
- Steve Bell (1975–1985)
- Kathleen Sullivan (1985–1987)
- Jed Duvall (1987–1988)
- Paula Zahn (sustituto, 1987–1990)
- Forrest Sawyer (1988–1989)
- Mike Schneider (1989–1993)
- Aaron Brown (sustituto, 1992–1993)
- Morton Dean (1993–1996)
- Elizabeth Vargas (1996–1997)
- Kevin Newman (1997–1998)
- Antonio Mora (1998–2002)
- Robin Roberts (2002–2005)
- Chris Cuomo (2006–2009)
- Juju Chang (2009–2011)

#### Presentadores del tiempo
Edición para días laborales:
- John Coleman (1975–1982)
- Dave Murray (1983–1985)
- Spencer Christian (1986–1998)
- Tony Perkins (1999–2005)
- Mike Barz (2005–2006)

Edición para fines de semana:
- Marysol Castro (2004-2010)

### Contribuidores y colaboradores notables
En la actualidad
- Erin Andrews (desde 2010)
- Ashleigh Banfield (desde 2009)
- Glenn Beck (desde 2007)
- Richard E. Besser (desde 2009)
- Abbie Boudreau (desde 2010)
- Mellody Hobson (desde 2006)
- Tory Johnson (desde 2007)
- Emeril Lagasse (desde 2006)
- Cameron Mathison (desde 2009)
- Sara Moulton (desde 2006)
- David Muir (desde 2006)
- Wolfgang Puck (desde 2006)
- Melissa Rycroft (desde 2009)
- Claire Shipman (desde 2006)
- Becky Worley (desde 2005)

## Emisiones internacionales
En Australia, la Nine Network y los afiliados regionales WIN y NBN emiten GMA de martes a viernes, de las 03:30 a las 05:00. La edición en viernes se emite cada sábado desde las 04:30 hasta las 06:00. La edición en domingos se transmite en las mañanas de lunes desde las 04:00 hasta las 05:00, y la edición en sábados no se transmite. Un mapa meteorológico nacional de Australia se utiliza durante cortes transversales a las filiales locales para información meteorológica. GMA se transmite a la misma vez que Today de NBC se emite por la Seven Network, y The Early Show de CBS se emite por Network Ten. Es líder indiscutible, con respecto a las calificaciones, en unas zonas regionales en donde otros afiliados adelantan los programas matutinos de sus cadenas respectivas en los Estados Unidos, con programación pagada y religiosa.
Orbit Showtime emite GMA en su canal "America Plus" de lunes a viernes en vivo a las 11:00, tiempo medio de Greenwich, en el Oriente Medio y Europa.

## Premios
Para la temporada de 1992-1993, Good Morning America ganó el Premio Daytime Emmy por Mejor Programa de Entrevistas/Servicio. En 2010, el programa fue nominado para un GLAAD Media Award por "Mejor Segmento de Periodismo Televisivo" para el segmento "Total Transformation: Why Chaz Bono Decided to Change" ("Transformación total: ¿Por qué Chaz Bono decidió cambiar?") durante la ceremonia 21.ª de los GLAAD Media Awards.